# 祁诺
圣斯德望·祁诺（法语：Étienne-Théodore Cuenot, M.E.P，1802年2月8日—1861年11月14日）法国巴黎外方传教会传教士、东交趾代牧区主教、越南殉道圣人，纪念日为11月14日 和11月24日。

## 生平
1802年2月8日出生于法国贝桑松附近的勒贝利厄，1825年，他在普罗旺斯艾克斯晋升为神父，1827年加入巴黎外方传教会。第二年，他被派往澳门，然后去了交趾支那。在那里，他重建了两个修院，培养新的神父，并专门给他们编写一本教科书，同时向该地区传福音。尽管在开始时期一些健康问题 以及1833年来自紹治帝的报复，他勇敢地尽职。1835年他被任命为东交趾代牧区主教，领衔梅泰洛波利斯（Métellopolis）主教。
由于几个教友的帮助，他于1854年逃脱了第一次逮捕。然而在1861年由嗣德帝发动的迫害期间，他仍然旅行去东交趾代牧区的教友村庄，坚固他们的信德，终于被捕。他被关在笼子里，在长期受苦受难之后，在被折磨和斩首的前夕，在1861年11月14日，死于东交趾代牧区平定省。
1909年，他由庇护十世列为真福。1988年6月19日，在罗马，由若望保禄二世封为越南殉道圣人 (1745-1862) 。